# Клан Янг

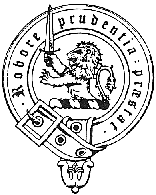
Нашоломник клану Янг.

Клан Янг (шотл. — Clan Young, гельск. — Clan Og) — клан Оґ — один з кланів рівнинної частини Шотландії — Лоулендсу. На сьогодні клан Янг не має визнаного герольдами Шотландії та лордом Лева вождя, тому називається в Шотландії «кланом зброєносців».
Гасло клану: Robore prudentia praestat — Розсудливість найкраща сила (лат.)
Землі клану: Шотландське Прикордоння, Роксбургшир, Кіркандиншир, Ангус

## Історія клану Янг

### Походження клану Янг
Назва клану перекладається як «молодий, молодший». Так називали представників якогось роду, що мав однакове ім'я зі своїм батьком чи дідом. Таким чином назва клану могла походити від якогось спадкоємця певного феодального титулу, що мав те саме імено, що і батько і заснував власну лінію чи гілку клану. Найдавніші згадки про вождів клану Янг датуються ХІІІ століттям. Є записи про Малмора та Ейда Янга (Оґа), що жили в Думбартоні в 1271 році. У 1342 році Джон Янг Дінгоулл як свідок згадується в грамоті графа Росса Реджинальда, що був сином лорда Островів.

### XV—XVIII століття
У 1439 році Олександр Янг був капеланом в церкві Святої Трійці в Абердині. Пітер Янг був помічником духовного наставника короля Шотландії Якова VI протягом трьох років за рекомендацією регента Морея, що була дана в 1569 році. Він був посвячений у лицарі в Вайтхоллі в 1605 році. Сер Пітер Янг мав велику сім'ю і багато дітей, які коли виросли пішли на службу королю. Один з його синів — інший Пітер Янг був частиною посольства в до Швеції в 1628 році до короля Густава Адольфа. Сер Пітер Янг передав свої маєтки, землі і титули старшому сину — серу Джеймсу Янгу, що отримав величезні землі в Ірландії як королівський дар. У результаті цього люди клану Янг поширились і множились в Ірландії — в Ольстері — в графствах Антрім, Тайрон, Деррі. Нащадки Пітера Янга одружувалися з різними відомими шотландськими та ірландськими аристократами. У 1670 році клан продав свої маєтки в Істер-Сетон і купив землі в Авлдбар. Ці маєтки були знову продані в 1743 році Вільяму Чалмерсу Газлкгеду, що був пов'язаний шлюбом з кланом Янг.

### ХІХ— ХХ століття
Пітер Янг (пом. 1988) був видатним військовим істориком, тричі був нагороджений Воєнним хрестом, на військовій службі командував Дев'ятим арабським легіоном елітного підрозділу королівства Йорданії. У 1968 році він завершив низку наукових праць присвячених історії громадянської війни на Британських островах.

## Замки клану Янг
- Замок Ру — недалеко від Джедбурга, в Шотландському Прикордонні, побудований на місці більш давнього замку, що був спалений англійськими військами в 1513 та в 1545 роках.
- Замок Авлбар — біля Брекина, в Ангусі, належав клану Лайон, потім належав клану Янг, потім клану Чалмерс з Балнакрайгу.
- Замок Гарбурн — біля Вест-Калдера, в Західному Лотіані, був побудований кланом Янг у 1804 році, але потім був проданий, нині це готель і конференц-центр.